# Кобзістий Владислав Ігорович
Кобзі́стий Владисла́в І́горович (*3 березня 1989, місто Харків) — український футболіст.
Народився в місті Харкові. Вихованець клубу Металіст (Харків), перший тренер Бік І. Г.

## Статистика виступів

### Професіональна ліга
| Сезон     | Команда              | Турнір    | Матчі | Голи |
| --------- | -------------------- | --------- | ----- | ---- |
| 2006—2007 | Металіст (Харків)    | дубль     | 4     | 0    |
| 2007—2008 | Металіст (Харків)    | дубль     | 23    | 0    |
| 2008—2009 | Металіст (Харків)    | дубль     | 11    | 0    |
| 2010—2011 | Таврія (Сімферополь) | дубль     | 17    | 0    |
| 2011—2012 | Славутич (Черкаси)   | чемпіонат | 9     | 0    |
| 2011—2012 | Славутич (Черкаси)   | кубок     | 1     | 0    |

## Досягнення
- Бронзовий призер турніру дублюючих складів 2007—2008 років